# Fábio Coentrão
Fábio Alexandre da Silva Coentrão (* 11. března 1988 Vila do Conde) je bývalý portugalský profesionální fotbalista, který hrával na pozici levého obránce. Svoji hráčskou kariéru ukončil v roce 2021 v portugalském klubu Rio Ave FC. Mezi lety 2009 a 2017 odehrál také 52 utkání v dresu portugalské reprezentace, ve kterých vstřelil 5 branek.
Největších úspěchu se Coentrão dočkal v dresu Realu Madrid, se kterým vyhrál dvakrát Ligu mistrů, dvakrát španělskou La Ligu, jednou španělský pohár, španělský superpohár, evropský superpohár a dvakrát také získal zlato na mistrovství světa klubů.

## Klubová kariéra

### Rio Ave
Profesionální Kariéru započal v Rio Ave . V sezóně 2005/6 odehrál 3 zápasy Primeira Ligy , poté ale Rio Ave sestoupilo . V sezóně 2006/7 byl vždy první volbou a vysloužil si přezdívku ,, Figo Das Caxinas " , Klub bohužel skončil na třetím místě a tudíž nepostoupil do První Ligy. Dobře se mu dařilo i v Taça de Portugal kde klub vypadl se Sportingem.Po této sezóně kdy byl zvolen průlomovým hráčem roku v divizi , o něj projevilo zájem několik klubů ,hlavně Sporting a Benfica, přičemž si v červenci 2007 vybral právě Benficu.

### Real Madrid
Ligový titul v sezóně 2013/14 sice nezískal (vyhrálo jej Atlético Madrid), ale stal se vítězem Ligy mistrů UEFA po finálové výhře 4:1 po prodloužení v derby právě nad Atléticem Madrid. Rovněž vyhrál s Realem Copa del Rey 2013/14 (španělský pohár).